# Heath and Holmewood
Heath and Holmewood est une paroisse civile du Derbyshire, en Angleterre. Comme son nom le suggère, elle comprend les villages de Heath et de Holmewood.